# Wirye-dong, Seoul
Wirye-dong (koreanska: 위례동) är en stadsdel i Sydkoreas huvudstad Seoul. Den är belägen i den sydöstra delen av staden i stadsdistriktet Songpa-gu. Den gränsar till en stadsdel med samma namn i Seongnam.
Stadsdelen bildades den 6 juli 2015 genom en utbrytning från stadsdelarna Jangji-dong och Geoyeo-dong. 